# Buried (film)
Buried is een Spaans-Amerikaanse psychologische thriller uit 2010. Ryan Reynolds speelt de hoofdrol en is gedurende de hele film continu in beeld. Ivana Miño is de enige andere acteur die, hetzij kortstondig, in beeld komt. De film speelt zich volledig af in een houten kist onder de grond en is in een periode van zeventien dagen opgenomen in Barcelona.

## Verhaal
De Amerikaanse vrachtwagenchauffeur Paul Conroy wordt wakker in een houten kist waarin hij levend begraven is in Irak. In de kist bevinden zich enkel: pen, potlood, aansteker, BlackBerry, zakmes, zakflacon, gloeistokjes en een zaklamp. 
Wanhopig probeert hij met de telefoon in contact te komen met iemand die hem kan redden. Hij komt in contact met Dan Brenner, het hoofd van de gijzelingswerkgroep in Irak, die hem verzekert dat alles in het werk wordt gesteld om hem te vinden. Als Paul vraagt naar een naam van iemand die Dan heeft kunnen helpen, vertelt Brenner hem dat hij Mark White, een geneeskundestudent, heeft kunnen redden. 
Als Paul gevechtsvliegtuigen hoort die vlakbij bommen droppen weten ze al ongeveer waar hij zich bevindt. De explosies beschadigen ook de kist die langzaam vol zand begint te lopen. Daarbovenop krijgt hij ook nog een telefoontje van zijn werkgever die hem heeft ontslagen wegens een vermeende relatie met een collega. Deze collega is Pamela Lutti, ze werd ook ontvoerd en de gijzelnemer chanteert Paul met haar, zodat hij een losgeld-filmpje maakt. Later ontvangt Paul een filmpje waarin hij ziet dat ze toch werd neergeschoten. Zo wil het bedrijf niets meer met hem te maken en hebben hij, noch zijn familie recht op enige compensatie.
Paul verliest de moed en neemt een filmpje op dat als testament moet dienen, waarin hij zijn vrouw al zijn bezittingen en zijn zoon zijn kleren nalaat.
Uiteindelijk laat Brenner weten dat ze van een opgepakte opstandeling toch te weten zijn gekomen waar hij is en dat ze onderweg zijn. Paul krijgt zijn vrouw Linda aan de lijn en belooft haar dat het goed komt. Brenner blijkt echter een andere kist dan die van Paul gevonden te hebben en hij vertelt Paul via de gsm dat het om de kist van Mark White gaat. Brenner drukt aan Paul zijn spijt uit waarna de batterij van de telefoon leegraakt en het zand de hele kist vult.

## Rolverdeling
| Acteur             | Personage                                       | Opmerkingen                                    |
| ------------------ | ----------------------------------------------- | ---------------------------------------------- |
| Ryan Reynolds      | Paul Conroy                                     | Protagonist                                    |
| Ivana Miño         | Pamela Lutti                                    | Pauls collega die eveneens ontvoerd werd       |
| Robert Paterson    | Dan Brenner                                     | Hoofd van de gijzelingswerkgroep (stem)        |
|                    |                                                 |                                                |
| Stephen Tobolowsky | Alan Davenport                                  | Personeelsdirecteur bij Pauls werkgever (stem) |
| Samantha Mathis    | Linda Conroy                                    | Pauls vrouw (stem)                             |
| Warner Loughlin    | Donna Mitchell Maryanne Conroy Rebecca Browning | (stem)                                         |
| Erik Palladino     | FBI-agent Harris                                | (stem)                                         |